# Prisełci (obwód Burgas)
Prisełci (bułg. Приселци) – wieś w Bułgarii, w obwodzie Burgas, w gminie Nesebyr. W 2023 roku liczyła 71 mieszkańców.